# FC Dinamo București în sezonul 1975-1976
Sezonul 1975-76 este al 27-lea sezon pentru FC Dinamo București în Divizia A. Dinamo a ținut pasul cu Steaua până pe final în lupta pentru titlu, dar în cele din urmă a trebuit să se mulțumească doar cu poziția secundă. Cupa României rămânea o himeră, Dinamo fiind din nou eliminată în faza șaisprezecimilor. În Europa, alb-roșii au avut ghinion, jucând încă din primul tur al Cupei Campionilor cu Real Madrid. După 1-4 în Spania, Dinamo a reușit victoria în retur, dar nu a fost suficient pentru a elimina campioana Spaniei.

## Rezultate
| Divizia A | Divizia A          | Divizia A          | Divizia A | Divizia A |
| Etapa     | Data               | Adversar           | Stadion   | Rezultat  |
| --------- | ------------------ | ------------------ | --------- | --------- |
| 1         | 17 august 1975     | CFR Cluj           | deplasare | 1-3       |
| 2         | 3 septembrie 1975  | Sportul Studențesc | acasă     | 0-1       |
| 3         | 28 august 1975     | ASA Târgu Mureș    | acasă     | 3-2       |
| 4         | 31 august 1975     | Olimpia Satu Mare  | deplasare | 1-2       |
| 5         | 7 septembrie 1975  | Jiul Petroșani     | acasă     | 5-0       |
| 6         | 14 septembrie 1975 | FC Constanța       | deplasare | 1-0       |
| 7         | 22 octombrie 1975  | Rapid București    | acasă     | 3-1       |
| 8         | 5 octombrie 1975   | FCM Reșița         | acasă     | 4-0       |
| 9         | 15 octombrie 1975  | U Craiova          | deplasare | 2-1       |
| 10        | 19 octombrie 1975  | U Cluj             | acasă     | 4-2       |
| 11        | 26 octombrie 1975  | Poli Timișoara     | deplasare | 4-0       |
| 12        | 2 noiembrie 1975   | Steaua București   | acasă     | 3-3       |
| 13        | 5 noiembrie 1975   | Poli Iași          | acasă     | 2-0       |
| 14        | 19 noiembrie 1975  | UTA                | deplasare | 0-1       |
| 15        | 23 noiembrie 1975  | SC Bacău           | acasă     | 2-0       |
| 16        | 7 decembrie 1975   | FC Argeș           | deplasare | 1-2       |
| 17        | 10 decembrie 1975  | FC Bihor           | acasă     | 3-1       |
| 18        | 7 martie 1976      | CFR Cluj           | acasă     | 4-2       |
| 19        | 14 martie 1976     | Sportul Studențesc | deplasare | 0-0       |
| 20        | 17 martie 1976     | ASA Târgu Mureș    | deplasare | 0-2       |
| 21        | 28 martie 1976     | Olimpia Satu Mare  | acasă     | 2-0       |
| 22        | 31 martie 1976     | Jiul Petroșani     | deplasare | 0-0       |
| 23        | 18 aprilie 1976    | FC Constanța       | acasă     | 1-1       |
| 24        | 25 aprilie 1976    | Rapid București    | deplasare | 5-2       |
| 25        | 28 aprilie 1976    | FCM Reșița         | deplasare | 1-2       |
| 26        | 2 mai 1976         | U Craiova          | acasă     | 2-0       |
| 27        | 6 mai 1976         | U Cluj             | deplasare | 0-1       |
| 28        | 16 mai 1976        | Poli Timișoara     | acasă     | 2-2       |
| 29        | 23 mai 1976        | Steaua București   | deplasare | 1-1       |
| 30        | 26 mai 1976        | Poli Iași          | deplasare | 1-0       |
| 31        | 30 mai 1976        | UTA                | acasă     | 1-1       |
| 32        | 9 iunie 1976       | SC Bacău           | deplasare | 1-0       |
| 33        | 13 iunie 1976      | FC Argeș           | acasă     | 7-1       |
| 34        | 19 iunie 1976      | FC Bihor           | deplasare | 1-1       |

| Cupa României | Cupa României     | Cupa României   | Cupa României | Cupa României |
| Etapa         | Data              | Adversar        | Stadion       | Rezultat      |
| ------------- | ----------------- | --------------- | ------------- | ------------- |
| șaisprezecimi | 29 februarie 1976 | ASA Târgu Mureș | Târgu Mureș   | 2-4           |

| Legendă    |
| ---------- |
| victorie   |
| egal       |
| înfrângere |

## Cupa Campionilor Europeni
Turul întâi
| 17 septembrie 1975 | Real Madrid                                  | 4 – 1 | Dinamo București   | Stadionul Santiago Bernabeu, Madrid Spectatori: 20.341 Arbitru: Gugulovic (Iugoslavia) |
| 17 septembrie 1975 | Santillana 8', 90' R.Martinez 63' Netzer 74' |       | Mircea Lucescu 75' | Stadionul Santiago Bernabeu, Madrid Spectatori: 20.341 Arbitru: Gugulovic (Iugoslavia) |

| 1 octombrie 1975 | Dinamo București        | 1 – 0 | Real Madrid | Stadionul 23 August, București Spectatori: 50.000 Arbitru: Ciacci (Italia) |
| 1 octombrie 1975 | Alexandru Szatmaryi 33' |       |             | Stadionul 23 August, București Spectatori: 50.000 Arbitru: Ciacci (Italia) |

Real Madrid s-a calificat mai departe cu scorul general de 4-2.

## Echipa
Portari: Mircea Constantinescu, Constantin Traian Ștefan.
Fundași: Florin Cheran, Augustin Deleanu, Vasile Dobrău, Teodor Lucuță, Gabriel Sandu, Alexandru Szatmaryi.
Mijlocași: Cornel Dinu, Ion Marin, Ion Mateescu, Radu Nunweiller, Cristian Vrînceanu.
Atacanți: Ionel Augustin, Alexandru Custov, Florea Dumitrache, Dudu Georgescu, Mircea Lucescu, Marian Bucurescu, Toma Zamfir.

### Transferuri
Alexandru Moldovan este transferat la Jiul Petroșani